# Lokomotiva 393
Lokomotiva řady 393 je vícesystémová elektrická lokomotiva typu Siemens Vectron AC DPM, vybavená pomocným spalovacím motorem a registrovaná českým Drážním úřadem. Lokomotivy byly do Česka dodány pro potřeby nákladního dopravce ČD Cargo, který si již předtím pořídil čistě elektrické lokomotivy Vectron řady 383.

## Historie
Český nákladní dopravce ČD Cargo objednal v prosinci 2021 na základě soutěže dvě elektrické lokomotivy Siemens Vectron s pomocným spalovacím motorem. Lokomotivy jsou dvousystémové pro provoz na střídavých napěťových soustavách 15 kV/16,7 Hz a 25 kV/50 Hz. Pomocný dieselový motor umožňuje provoz do 30 km/h také na krátkých úsecích bez trakčního vedení, například na manipulačních kolejích či vlečkách. Určeny jsou primárně pro provoz v Rakousku a Německu, v případě potřeby mohou jezdit i v Česku, Maďarsku a na Slovensku.
Obě lokomotivy byly vyrobeny počátkem roku 2023 a 2. března 2023 byly dovezeny do Českých Budějovic. V Česku jim byla přidělena řada 393, přičemž samotná verze Vectron AC DPM byla v Česku schválena k provozu již v říjnu 2017. Oba stroje 393.001 a 002 byly následně přesunuty do Rakouska, kde od 12. dubna 2023 začaly vozit nákladní vlaky z Rakouska do Břeclavi.